# Bolton Centre
Pour les articles homonymes, voir Bolton.
Bolton Centre (parfois orthographié Bolton-Centre ou Bolton Center) est un village compris dans le territoire de la municipalité de Bolton-Est dans Memphrémagog au Québec (Canada). Le village est situé dans la vallée de la rivière Missiquoi Nord près de Saint-Benoît-du-Lac.

## Toponymie
Le village doit son nom à sa position centrale dans le canton de Bolton,, lui-même nommé d'après Harry Powlett, 6e duc de Bolton. La carte de Gale et Duberger de 1795 identifie déjà le toponyme, qui sera officialisé en 1797.
Le bureau de poste porte originellement le nom de Kimbolton, mais change de nom l'année suivant son inauguration.
Le village porte à ses débuts le nom de Willard's Mills, d'après le propriétaire d'un petit complexe industriel.

## Histoire
L'un des premiers colons à s'établir dans les environs de Bolton Centre est Joseph Buzzel, qui érige en 1908 un moulin à scie sur les berges de la rivière Missisquoi Nord.  En 1820, Mark Randall, originaire du Massachusetts, bâtit un moulin à farine en 1820,, puis ouvre le premier public house du village en 1827.
En 1860, John C. Willard, un industriel de Winchendon au Massachusetts, est attiré dans les environs de Bolton Centre par le potentiel hydraulique et les forêts abondantes. Il fait construire un moulin à scie et une manufacture de bassins, qui deviennent prospères. en 1865, John Blaisdell de Richford (Vermont) s'établit au village pour y opérer un magasin général. L'année suivante, John Hall, du comté de Shefford, érige un moulin à farine encore plus important et plus performant. Le bureau de poste est inauguré en 1863 ou 1867 sous le nom de Kimbolton, mais il change de nom pour Bolton Centre l'année suivante.

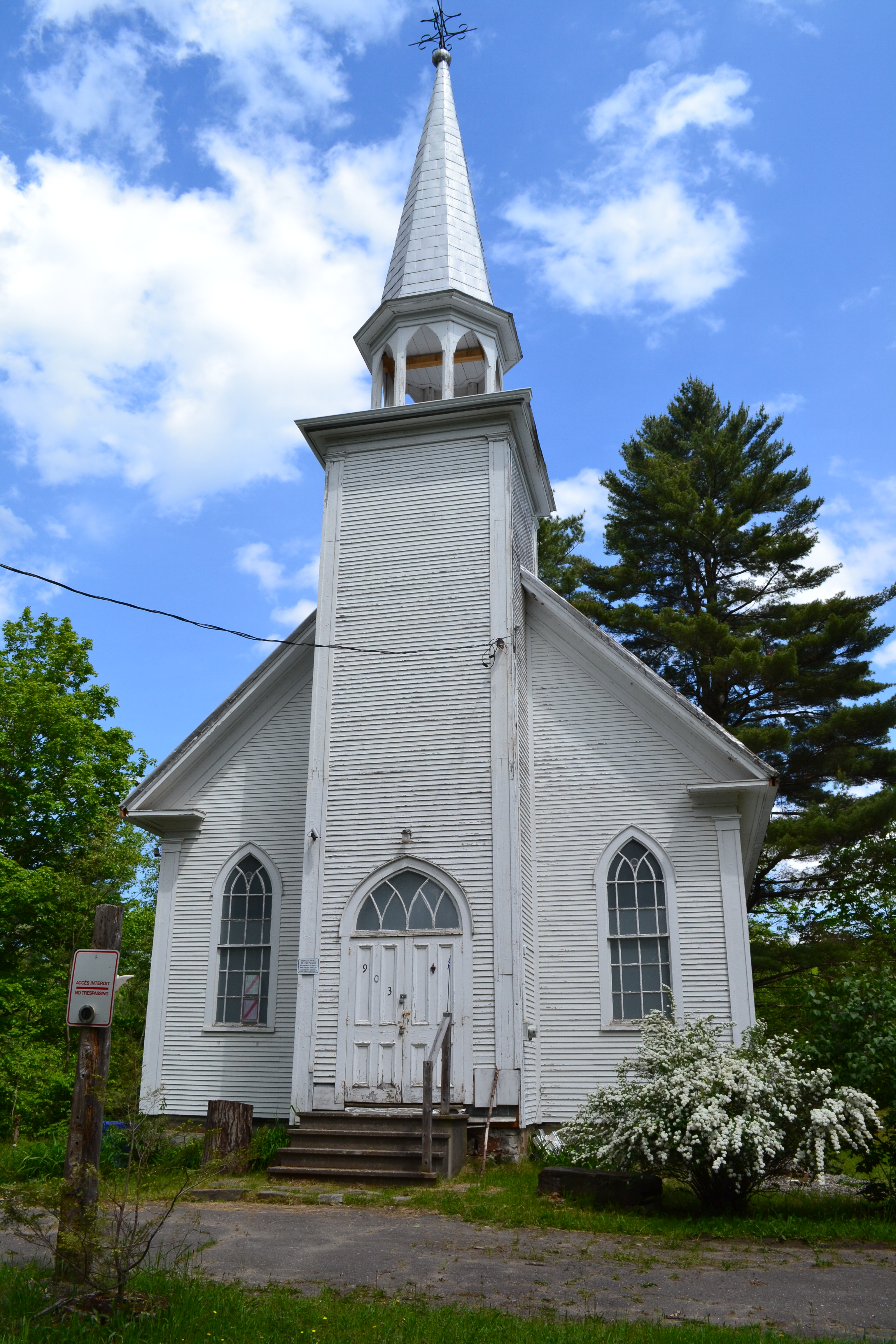
L'église Bolton Centre Methodist est la première à être construite au village.

En 1867, Bolton Centre est desservi par une ligne ferroviaire. Une mairie érigée la même année sert aussi pour les services religieux.
Une première église est construite en 1870, servant l'imposante population méthodiste. Les quelques fidèles anglicans possèdent déjà depuis 1867 une propriété vouée à l'érection d'un temple, mais l'église n'est inaugurée que dix ans plus tard, ses travaux de construction endettant fortement la petite communauté épiscopalienne.

## Services

### Transports
Le village est situé sur le parcours de la route 245 qui relie South Bolton à l'autoroute des Cantons-de-l'Est, à Eastman.